# 刑事物語'85
『刑事物語'85』（けいじものがたり はちじゅうご）は、1985年4月14日から9月29日にかけて日本テレビ系列ほかで、日曜日の夜21時から21時54分に放映された刑事ドラマ。

## 概要
警視庁山手署（やまのてしょ）刑事課の刑事たちの活躍をドキュメンタリータッチで描く刑事ドラマ。凶悪事件はあまり目立たず、主に近所間のトラブルや当時社会問題となっていた少年犯罪など、視聴者が日常生活で身近に感じるような事件を多く扱い、アクションシーンなどを抑えた社会派ストーリーが主体となっている。ストーリー展開はナレーションにより、事件の経過と共に進行するスタイルを取っている。
レギュラーメンバーが全員出演したのは第1話 - 第3話と第6話のみで、それ以外の回は必ず誰かが欠場しており、全話出演は本庄と新町だけ。欠場した回のレギュラーメンバーはオープニングタイトルから役名と演者のクレジットが外されている。
映画撮影所のシステムを利用したテレビ映画として製作されているが、撮影メディアは映画フィルムではなくVTRが使用された。

## 登場人物

### 山手署刑事課
本庄日出夫
演 - 渡瀬恒彦
巡査部長。刑事課の中心的存在であり、犯罪捜査のプロフェッショナルとして高い信望を得るベテラン刑事。煙草はキャビン（赤）。愛称は「ジョーさん」。40歳から41歳。
新町明
演 - 堤大二郎
巡査。白バイ警官時代の功績を機に刑事課へ上がったばかりの新米刑事。本庄とコンビを組むことが多い。24歳。
青木紀信
演 - 船越英一郎
第1話 - 第21話、第23話 - 第25話に出演。
巡査。3か月前に交番勤務から刑事課へ配属されたばかりの新米刑事。機敏な行動力を持つが言動にはいささか思慮が欠け、殺人事件の容疑者にされかけたこともある（第18話）。24歳。
大坪省三
演 - 萩原流行
第1話 - 第18話、第20話、第23話 - 第25話に出演。
巡査部長。科学捜査研究所から異動。私大理学部卒。頭脳明晰でメカやコンピュータの知識に明るい反面、理屈っぽいのが珠に瑕。31歳。
木沢烈
演 - 柄本明
第1話 - 第7話、第9話 - 第10話、第12話、第19話 - 第25話に出演。
巡査。無口で茫洋とした外見だが正義感に厚く、犯人の卑劣な振舞いを前にすると別人のように豹変する激情家。36歳。
水田武治
演 - 川谷拓三
第1話 - 第4話、第6話 - 第8話、第11話 - 第18話、第20話 - 第21話、第23話 - 第25話に出演。
巡査部長。二女を持つマイホーム主義者で言動は穏やかだが、実は各種武道に長けた実力者。煙草はエコー。愛称は「ミズさん」。40歳。
宇田川右太郎
演 - 佐野浅夫
第1話 - 第6話、第9話、第11話、第13話、第15話 - 第20話、第22話、第24話 - 第25話に出演。
巡査長。昇任試験を一度も受けず、30年間に渡ってヒラ刑事の道を歩んできた老練。本庄とはお互いの信頼も厚い。59歳から60歳。
八島卓一
演 - 中条静夫
第1話 - 第3話、第5話 - 第8話、第10話 - 第12話、第15話 - 第19話、第21話 - 第23話、第25話に出演。
刑事課長、警部。捜査畑一筋を歩んだノンキャリアの叩き上げ。温厚な性格と鋭い考察力で、部下から厚い信頼を得る。趣味はゴルフ。59歳。

### その他
石川澄子
演 - 萬田久子
第1話 - 第3話、第6話、第11話、第13話、第17話、第19話 - 第20話、第24話 - 第25話に出演。
本庄の婚約者で中学校の英語教師。反抗期の子供たちや保護者との軋轢に悩むことも多いが、持ち前の大らかさで明るく乗り切る。27歳。
久野芳恵
演 - 安田成美
第1話 - 第3話、第6話 - 第8話、第10話 - 第12話、第17話、第19話に出演。
美術大生。もともと警官嫌いだったが、新町が白バイ時代に関わった事件で知りあって以来、新町と交際を続けている。バイクの運転はプロ級。19歳。

## 放映リスト
| 話数 | 放送日         | サブタイトル                  | 脚本              | 監督       | ゲスト出演者 |
| ---- | -------------- | ----------------------------- | ----------------- | ---------- | --- |
| 1    | 1985年 4月14日 | 殺意のいたずら電話            | 猪又憲吾          | 梅谷茂     | 坂上忍、片桐夕子、苅谷俊介、 大村浩之、二見忠男、児玉頼信 |
| 2    | 4月21日        | テレビスター殺人事件          | 布勢博一          | 小澤啓一   | 谷隼人、音無真喜子、梨元勝、 倉島襄、香野麻里、ベリーズ、 入江正徳、村上幹夫、堀勉、 荻原紀、永野明彦、中瀬博文 |
| 3    | 4月28日        | 裏口入学殺人事件              | 峯尾基三          | 石井輝男   | 結城しのぶ、青木卓、江崎和代、 津路清子、大久保敏子、増子倭文江、 藤岡洋右、名代杏子、大石源吾、 古川博樹、佐藤功、藤井章人、 東本忠、斉藤誠、 伊藤孝雄 宝由加里、カレン・ジュニア、アンリ・ユミ （以上、浅草ロック座） |
| 4    | 5月5日         | 一日だけの母                  | 峯尾基三          | 小澤啓一   | 高沢順子、佐野アツ子、山田哲平、 椎谷建治、大林丈史、中根徹、 松下砂稚子、香山まり子、里見和香 |
| 5    | 5月12日        | OLに何が起きたのか?           | 猪又憲吾          | 高井牧人   | 光石研、麻生隆子、今井和子、 及川ヒロオ、沢りつお、三川雄三 |
| 6    | 5月19日        | 妻と夫の間                    | 柴英三郎          | 斎藤光正   | 村井国夫、木村弓美、大地康雄、 相川圭子、一柳みる、うえずみのる、 小島憲子、大村浩之 |
| 7    | 5月26日        | 女が見ていた                  | 布勢博一          | 田中知己   | 山本みどり、にしきのあきら、 西岡徳馬、 太田淑子、山野史人、山本龍二 |
| 8    | 6月2日         | 団地切り裂き魔                | 池田一朗          | 澤田幸弘   | 初井言榮、原知佐子、斉藤康彦、 寺田路恵、鶴田忍、多賀基史 |
| 9    | 6月9日         | 一年後の殺人                  | 岸田理生          | 澤田幸弘   | 三浦真弓、山本紀彦、穂高稔、 奥村公延、江角英明、 中真千子、寺内よりえ |
| 10   | 6月16日        | 被害者の黙秘権                | 池田一朗          | 石井輝男   | 奈美悦子、レオナルド熊、 下條アトム、 工藤明子、信実一徳、工藤彰吾 |
| 11   | 6月23日        | 身ごもった死体                | 岡本克己          | 小澤啓一   | 中野誠也、南城竜也、島村佳江、 露原千草、庄司永建、 名取幸政、里見和香 |
| 12   | 6月30日        | 君に捧げるサーフボード        | 猪又憲吾          | 小澤啓一   | 岡本舞、梨本謙次郎、平泉成、 石渡康浩、永野明彦、中瀬博文 |
| 13   | 7月7日         | いじめの果て                  | 布勢博一          | 小澤啓一   | 長谷川哲夫、三田和代、片桐順一郎、 紅林繁、久富惟晴、市川靖子、 平野稔、北見敏之、津山栄一 |
| 14   | 7月14日        | 放火魔                        | 岡本克己          | 石井輝男   | 白川和子、三谷昇、柴田時江、 宮城健太郎、白島靖代 |
| 15   | 7月21日        | 危険へのウェディングマーチ    | 峯尾基三          | 石井輝男   | 長谷川明男、美池真理子、金内喜久夫、 酒井敏也、新井今日子、 河合絃司、高杉哲平 |
| 16   | 7月28日        | 親刑事・子刑事                | 石井輝男 石塚道雄 | 石井輝男   | 高原駿雄、たしろ之芙子、小瀬格、 本山可久子、冷泉公裕、 坂口芳貞、玉井碧 |
| 17   | 8月4日         | 家庭内暴力・何が起きたのか?   | 柴英三郎          | 帯盛迪彦   | 金沢碧、河原崎建三、田付貴彦、 福田妙子、森下哲夫 |
| 18   | 8月11日        | 湘南ギャル殺人事件            | 猪又憲吾          | 帯盛迪彦   | 宗方勝巳、松岡ふたみ、 竜のり子、尾河百合子 |
| 19   | 8月18日        | 少年はなぜ母を刺したのか?     | 猪又憲吾          | 長谷部安春 | 前田晃一、ひし美ゆり子、湖条千秋、 浜口竜哉、熊本敏雄、 加藤大樹、杉欣也 |
| 20   | 8月25日        | 本庄刑事の恋人が人質!!        | 布勢博一          | 長谷部安春 | 片桐竜次、仁和令子、 きくち英一、小沢象 |
| 21   | 9月1日         | サラ金強盗はどこに消えたか!?  | 峯尾基三          | 小澤啓一   | 中西良太、千野弘美、 本郷直樹、大塚良重 |
| 22   | 9月8日         | 少女の叫び・父は犯人じゃない! | 亜槍文代 猪又憲吾 | 小澤啓一   | 橋本功、市丸和代、頭師孝雄、 河西健司、名川貞郎 |
| 23   | 9月15日        | 水着モデル殺人事件            | 峯尾基三          | 石井輝男   | 鹿内孝、藍ともこ、藤堂貴也、 鳥海ゆかり、久松夕子 |
| 24   | 9月22日        | いじめの構図                  | 布勢博一          | 石井輝男   | 風見章子、白島靖代、 沢井美奈、光岡湧太郎 |
| 25   | 9月29日        | 金!悪徳商法の陰にいた女       | 猪又憲吾          | 梅谷茂     | 高樹澪、浜田晃、八神康子、 佐藤仁哉、関根大学 |

## スタッフ
- 制作 - 日本テレビ
- 企画 - 梅谷茂（日本テレビ）
- プロデューサー - 川原康彦（日本テレビ）、永野保則、佐藤丈（ユニオン映画）
- タイトルバック演出 - 斎藤光正
- 撮影 - 野田幸三郎、森隆吉、宗田喜久松、北泉成・他
- 照明 - 野口素胖
- 美術 - 古谷良和、木村晃广
- 録音 - 井家眞紀夫（映広音響）
- MA - 岩田廣一、茶畑三男（映広音響）
- 編集 - 川島章正
- VTR編集 - 田崎精一
- 助監督 - 息邦夫、藤田保行・他
- VE - 小山修・他
- 音楽 - 羽田健太郎
- 音楽ディレクター - 鈴木清司
- 音響効果 - 倉橋静男（東洋音響）
- 音楽協力 - 日本テレビ音楽
- サントラ盤 - ポリドール
- 擬斗 - 高倉英二、西本良治郎
- スタント - グループ十二騎会、ジャパン・アクション・クラブ
- カースタント - 高橋レーシング
- ナレーター - 田口計
- キャスティング協力 - 東映俳優センター、東映演技研修所、早川プロ
- 美術協力 - くろがね工作所
- 製作協力 - にっかつ撮影所、日本VTRセンター
- 製作著作 - ユニオン映画

## テーマ曲
- 「刑事物語'85のテーマ」（作曲・編曲 - 羽田健太郎、演奏 - 羽田健太郎とウイング・オーケストラ）

## ネット局・その他
系列はネット終了時（1985年9月）のもの。
| 放送対象地域  | 放送局         | 系列                                         | 備考   |
| ------------- | -------------- | -------------------------------------------- | ------ |
| 関東広域圏    | 日本テレビ     | 日本テレビ系列                               | 制作局 |
| 北海道        | 札幌テレビ     | 日本テレビ系列                               |        |
| 青森県        | 青森放送       | 日本テレビ系列 テレビ朝日系列                |        |
| 岩手県        | テレビ岩手     | 日本テレビ系列                               |        |
| 宮城県        | ミヤギテレビ   | 日本テレビ系列                               |        |
| 秋田県        | 秋田放送       | 日本テレビ系列                               |        |
| 山形県        | 山形テレビ     | フジテレビ系列                               | [ 4 ]  |
| 福島県        | 福島中央テレビ | 日本テレビ系列                               |        |
| 山梨県        | 山梨放送       | 日本テレビ系列                               |        |
| 新潟県        | テレビ新潟     | 日本テレビ系列                               |        |
| 長野県        | 信越放送       | TBS系列                                      | [ 4 ]  |
| 静岡県        | 静岡第一テレビ | 日本テレビ系列                               |        |
| 富山県        | 北日本放送     | 日本テレビ系列                               |        |
| 石川県        | 北陸放送       | TBS系列                                      | [ 4 ]  |
| 福井県        | 福井放送       | 日本テレビ系列 テレビ朝日系列                |        |
| 中京広域圏    | 中京テレビ     | 日本テレビ系列                               |        |
| 近畿広域圏    | 読売テレビ     | 日本テレビ系列                               |        |
| 広島県        | 広島テレビ     | 日本テレビ系列                               |        |
| 山口県        | 山口放送       | 日本テレビ系列 テレビ朝日系列                |        |
| 徳島県        | 四国放送       | 日本テレビ系列                               |        |
| 香川県 岡山県 | 西日本放送     | 日本テレビ系列                               |        |
| 愛媛県        | 南海放送       | 日本テレビ系列                               |        |
| 高知県        | 高知放送       | 日本テレビ系列                               |        |
| 福岡県        | 福岡放送       | 日本テレビ系列                               |        |
| 長崎県        | テレビ長崎     | フジテレビ系列 日本テレビ系列                |        |
| 熊本県        | 熊本県民テレビ | 日本テレビ系列                               |        |
| 大分県        | テレビ大分     | フジテレビ系列 日本テレビ系列 テレビ朝日系列 |        |
| 宮崎県        | テレビ宮崎     | フジテレビ系列 日本テレビ系列 テレビ朝日系列 |        |

系列局の日本海テレビは編成やスポンサーセールスの都合上ネットは行わずテレビ朝日の『日曜洋画劇場』をネットしていた。鳥取県・島根県では、本放送終了後に山陰中央テレビ（フジテレビ系列）で再放送に準じる扱いで放送された。
同じく系列局の山形放送がネットを行わなかったのは、日本海テレビと同じく『日曜洋画劇場』をネットしていたためである。山形県では、山形テレビ（当時はフジテレビ系列）が遅れネットで放送した。
また鹿児島県における日本テレビ系列局の鹿児島テレビ放送は同時間帯に『花王名人劇場』を同時ネットしていたため、当番組は非ネットだった。
系列局のない沖縄県でも本放送時には、非ネットだった。
BS放送のBS日テレでも2018年4月4日から2019年1月30日までの水曜日20:00 - 20:54に放送していた。（野球中継などで休止となる週もあった）
この他にテレビ東京系テレビ大阪でも1991年冬季に当時あった平日深夜の帯再放送枠で放送された事もあった。
TOKYO MX2でも2023年2月16日から3月6日までの月曜日から金曜日18:09 - 19:00・20:09 -21:00に放送する。（1日に2回分を放送する）
映像ソフトの販売では、2014年4月、ビクターエンタテインメントからDVD-BOX7枚組がリリースされた。
2023年現在、動画配信サイトの配信は、今のところ予定はない。